# ジグソウ
ジグソウまたはジグソウ・キラー (Jigsaw Killer) は、映画『ソウ』シリーズに登場する架空の人物。連続猟奇殺人犯。
シリーズを経て人物が代わるが（人数も変わる）、このページではジョン・クレイマーを軸に記述する。

## 概要
「ゲーム」と称した儀式を行う殺人鬼。人間心理を巧妙に読み取る術に長けており、二重三重にも計算されたトラップを用意し、これまで数十人以上の犠牲者を出している。ただし、必ず生き残れる手段が作られており、殺人そのものが目的ではない（詳しくは殺人方法・嗜好を参照）。
初期はジョン・クレイマーによる単独犯で、主にジグソウと言えば彼を指す。2作目以降は弟子などと共に複数犯となり、彼の死後は弟子が名を継いで犯行に及んでいる。
「ジグソウ」の意味は直訳で糸鋸のことであるが、死体にジグソーパズルを模した印を付けることから作中のメディアがつけた名称であり、ジョン本人は自らをジグソウと名乗ったことはない。なおjigsawの発音は[dʒígsɔ̀]なのでカナで書くなら「ジグソー」のほうが近い。

## 経歴
機械工学や建築学などに精通、大規模住宅地の開発にも関わり、新聞や雑誌にも名が出るような実業家だった。薬物中毒者の更生クリニックを経営する妻ジルとともに町の名士として順風満帆な人生を送っていた。
物事を論理的に見る性質で、医学や文学などの知識を会得しジルとの性交、妊娠、臨月までをすべて計算しつくしていた。ところが、妻の患者だった男セシル・アダムズが強盗目的で病院に押し入り、その時、妊娠していた彼女の腹に衝撃を加えたため、ジルは流産してしまう。待望した子供だったためショックは大きく、また、ここで更生しなかった犯人を見て「自分を助けるのは他人ではなく自分」と考えるようになる。さらに、大腸癌が転移して完治不能の脳腫瘍を患っていることが判明し、余命宣告され絶望に陥る。その帰り道、自殺しようと車ごと崖から転落するが奇跡的に生き延び、それによって人の生死について一つの見解を得て、また自分が生き延びたのは「自己を省みない人間に生きる意味を見出させるため」と考える。
計画にジルを巻き込まないために一方的に離婚し、ジグソウとしてジルを流産させたセシルを被験者として最初の「ゲーム」を行い、以後、正体不明の連続猟奇殺人鬼として新聞などで扱われるようになる。（『ソウ4』）
タップ刑事に逮捕寸前まで追われる中、自分に余命宣告した医者ローレンス・ゴードンと、タップがゴードンの情報を探らせていた男アダム・フォークナーの二人をゲームにかける。（『ソウ』）
刑事エリック・マシューズによって逮捕され尋問を受けるが、エリックの息子がゲームに参加している映像を見せて動揺を誘い、アマンダの協力によってエリックを罠にかけて逃亡した。（『ソウ2』）
脳腫瘍の悪化により余命数日の身となったが、アマンダの協力によってゲームを続行した。並行して医者リン・デンロンを拉致し脅迫する形で脳腫瘍の手術を行わせ、アマンダには内面を試すためのゲームを行った。手術は成功したがアマンダはゲーム失敗により命を落とし、ゲームの生還者ジェフ・レインハートによる最後のゲームに自身の命をかけ、ジェフのゲーム失敗によりチェーンソーで喉を切り裂かれて死亡した。（『ソウ3』）
以後、ホフマンが後を継ぐ。（『ソウ4』以降）
余命いくばくもない身から表面上は死後アマンダかホフマンのどちらかに後を継がせるように見えたが、裏では二人の人間性に早くから不信感を持ち、いくつかの対策をとっていた。その一つに、二人には秘密裏に救出したローレンス・ゴードン医師に二人の監視と、ジルの保護を要請する。後述の通り、真の生還者であり献身的かつ最高の協力者であるゴードンに対しては絶大な信頼を寄せており、二人とは違い何一つ隠し事をしていない。しかしゴードン自身は後継者になるつもりはなく、あくまで助言や監視といった、ジョンの影に徹し続けた。
3作目以降登場する食肉工場、通称「ギデオン・ビル」は、ジョンの最初の物件である。また、ジョンは生まれてくる予定だった息子にこのギデオンという名をつけようと考えていた。

## 殺人方法・嗜好

### ゲーム
被害者に「ゲーム」と称する様々な生死を賭けた殺人儀式を課し、これを成功するかどうかを見届ける。本人は、その目的より「更生のためのテスト」とも称し、対象者を「被験者」と呼ぶ。
まず、被害者の生い立ち、性格を十分に調査した後に麻酔などで眠らせて誘拐し、ゲームの装置に取り付けて自分は観察できる間近な位置で待つ。被害者が目を覚ますと、予め録画か録音したものをテレビかポケットレコーダーによって再生させ、被害者が置かれた状況とゲームの説明をする。説明の終了か被害者のアクションを引き金として時計を作動させ、時間制限以内にゲームを攻略しなければトラップを発動、死ぬかそれに近い状態にさせる。ゲーム終了後、失敗していれば、被害者の生死に関わらず外界と完全に隔離して立ち去り、生きていても警察が発見する頃には死亡、または発見自体されない。成功した場合は録画録音で讃える場合があるが、基本的にはそのまま立ち去り、被害者は警察に保護される。
ゲームの内容は被害者の性格や経歴によって相応のものが用意され、主には拷問装置のような機械仕掛けの装置に固定された状態で始まり、制限時間を超えると装置の作動によって身体を激しく損壊させられて死亡する。また、制限時間内であっても、大抵は初期状態で身体に重傷を負っていたり、ゲームクリアのために身体を犠牲にする必要があるが結局、成功すれば命は助かる状態になる。結果的に被害者は身体を犠牲にすることを躊躇し、死亡するというパターンが多い。上記以外のケースとしては、（ある程度自由は利くが）どこかに隔離された状態、大切な人物の命が懸かっている、表向きは対象者の命は問題無いが他人の命を自分の判断で決めさせる、もしくはそれらの複合などが挙げられる。被験者が命を判断する他人は、特に巻き込まれた理由が描写されないことや、どんな道を被験者が選んでも命が助からない場合もある。いずれにせよ後述するゲームの目的より、成功するには、強力な生き延びる意志を示すことや、最初に指摘された業を克服できるかどうかが鍵となる。
また、ゲームを拒否しようとしても最終的に従わざるを得ないよう巧妙に計算し尽くされており、ジグソウのルールに従ってゲームを行わざるを得ない。
ゲームに敗れ命を落とした被害者は、ジグソーパズルのピースの形に皮膚の一部を切り取られる。本人曰く、これは人間として必要な要素（ピース）である「生存本能の欠如」の象徴だとしているが、一部の被験者を除き特に描写されていない。
また、ゲームでなくとも、自身を守るために幾重もの罠を仕掛けており、これの餌食になる者（主に警察）もいる。場合によってはゲームの内容で被験者をジグソウに仕立て上げて警察の注意をそらすこともあり、『ソウ』ではローレンス・ゴードンとゼップ・ヒンドル、『ソウ4』ではダニエル・リッグ、『ソウ6』では『ソウ5』の時点で既に死亡しているピーター・ストラムがジグソウまたはその後継者に仕立て上げられている。

### ゲームの目的
ゲームの目的は（殺人や悪事に手を染める、自傷行為をするなど）命を粗末にする者に命の大切さを教え、生きる意味を見出させる事であり、殺人自体が目的ではない。
これはジョンの決め台詞「Live or die, make your choice. （生きるか死ぬかは、君自身で選べ。）」という言葉や、ジョンが行うゲームには生き残る選択肢が必ず用意してある事からも読み取れる。
また、作中では「連続殺人鬼」として知られているが、ゲームで死亡するのはあくまで被害者の選択や行動の結果であると考えており、『ソウ3』でリン・デンロンに「人殺し」と罵られた際に「私は殺しを許さない。人殺しを嫌悪している。」と明言している。

### 豚の被り物
ジグソウがゲームの対象となる被験者を誘拐する際に必ず使用する、髪の毛の付いた豚のマスク。誘拐の際、監視カメラに映っても特定されない為の手段として用いており、基本的に被験者の背後から忍び寄って、捕らえた直後に麻酔を打ち込む為、被験者のほとんどは突如襲われて意識を失うことが殆どである。ジョンがジグソウ事件の最初の犠牲者セシル・アダムズを誘拐する際は、チャイナタウンのお祭りで路上販売されていた仮面を使用。これをヒントにして豚のマスクを用いた誘拐方法を用いるようになった。
豚のマスクは複数作られており、被った人物としてジョン、アマンダ、ホフマン、リッグ、ゴードンのほか2名が確認されている。

### ビリー人形
本人は被害者の前に直接姿を現さない代わりに不気味な腹話術人形のビリーをシンボルとして、ゲームの説明などを行わせる。元々ビリーは生まれてくる息子のギデオンに渡すための小さなぬいぐるみであったが、ジグソウとなった後はそのぬいぐるみを元にジョン自らの手でビリー人形が作り出された。人形はこれまでバットで壊されたり、頭部が爆発したりしているが、次のゲームとなると再び作り直されて登場する。

### 逆トラバサミ（ヘッドギア・トラップ）
シリーズを代表する処刑装置の1つで2種類ある。トラバサミの逆の原理を利用して顎を引き裂くヘッドギア・トラップ。『ソウ2』でアメリカンフットボールヘルメットをヒントに考案された事が設計図で確認できる。他の装置と異なり劇中で何度も登場し、『ソウ』でアマンダ、『ソウ6』でホフマン、『ソウ・ザ・ファイナル』でジルと、自分と深い関わりを持つ者に使用された。だが逆トラバサミの最初で最後の犠牲者になったのは皮肉にも最愛の妻ジルだった。
ちなみにこのトラップは映画シリーズの原点となるジェームズ・ワン短編作品から既に登場しており、最初に装着したのは映画でアダム役を演じ脚本を担当したリー・ワネル。

## 後継者
ジョンは余命幾ばくも無いため、死後もジグソウの意志を継ぎ、ゲームを行う後継者を探していた。劇中4名が確認できる。

### アマンダ・ヤング
薬物中毒者の女性。『ソウ』でゲームの被験者になるが生還する。警察の聴取ではその体験に怯えながらも「ジグソウに救われた」と話すが、それ以上の役割は無かった。『ソウ2』では元々は薬物中毒者ではなかったが、エリック・マシューズ刑事に証拠をでっち上げられて逮捕されたことで精神を病んで本当に薬物中毒者になってしまい、『ソウ』でのゲームの被験者になった事が語られる。事件によるショックで自暴自棄となっていたが、ジョンが直接接触を図り、そのままジグソウの思想に感化され弟子および共犯者となる。
ジョンを絶対的な存在として慕っていたが 、ジグソウの理念である「被験者に生きる意味を見出させる」を単なる殺人嗜好と曲解しており、成功しても死亡する「ゲーム」を行っていた。また『ソウ3』では精神的に不安定になっていき、ついに自傷行為をしてしまう。以前から不信感を持っていたジョンによって密かに「ゲーム 」（テスト）にかけられるが失敗。ジェフ・レインハートに首を撃たれ、致命傷を負いながらジョンに「ゲームオーバー」を告げられ、ゲームの真相を悟りながら息絶えた（『ソウ3』）。
『ソウ4』で、実はジルを流産させたセシルとアマンダは顔見知りで、セシルは彼女の指示で強盗を行ったことが判明する。『ソウ3』における自身のゲームの失敗は、これを知っていたホフマンの脅迫が原因であった（ホフマンの項も参照）。
『ソウ3』にて監禁されていたジェフとリンの娘コルベットに「あなたを助けに来る人（ホフマン）を信用してはいけない」といい残していたことが『ソウ6』で判明した。
演じるのはショウニー・スミス。日本語吹替えは藤貴子（『ソウ』、『ソウ2』）。幸田夏穂（『ソウ3』以降）。
『DEAD BY DAYLIGHT』では、『ハロウィン』の（マイケル・マイヤーズ〈シェイプ〉）・『悪魔のいけにえ』の（ババ・ソーヤー〈カニバル〉）『エルム街の悪夢』の（フレディ・クルーガー〈ナイトメア〉）に引き続き、ゲスト殺人鬼（THE PIG〈ピッグ〉）として参戦。仕込みナイフと逆トラバサミを使用。 

### マーク・ホフマン
ジグソウによる事件の担当刑事。登場は『ソウ3』からだが、『ソウ』の時点からジグソウの後継者（共犯者）としてアマンダよりも前から一連の事件に関わっていたことが後に明かされる。
かつて妹を殺したセス・バクスターへ復讐するため、当時既に世間を騒がせていたジグソウの犯行手口を模倣したゲームをセスに仕掛けて殺害する。そのため、ジョンに「劣悪な模倣である」として拉致され、「殺人と更生の違い」を探求してみるか選択を強いられる。これに同意して、ジョンの後継者および共犯者となり、刑事という立場を利用した情報提供、被験者の誘拐、装置の調整を行っていた（『ソウ5』）。
『ソウ3』においてジョンおよびアマンダが死亡すると、後継者としてゲームを行うようになる（『ソウ4』）。アマンダと違い、ジョンの意志を継いでいるかに見えたが、ゲームの被験者の人選を「成功率が極めて低い」ものにしたり、最低でも一人が死ぬゲームをするようになり、ゲームの実行に悦びを感じるようになっていく。そして防衛行動としてではなく、自身を追う者はたとえ同僚でも容赦なく殺害し始める（『ソウ5』『ソウ6（小説版）』）等、快楽殺人者としての本性が顕わになった。また、アマンダのゲーム失敗も、ゲームの単独支配を企むホフマンが「リン・デンロン医師を殺さなければジルの流産に関わっていた事をジョンに伝える」と脅迫した結果であった。
ジョンは早くからホフマンの本質を見抜き、自分の死後の彼の行動もある程度予期していた。自身の司法解剖の際に胃から見つかったテープでも「試されることなく立ち去るつもりか？」とホフマンに警告していた。その後、ジルにいざという時は、ホフマンをゲームにかけるよう遺言を残し、ジルは遺言に従ってホフマンをヘッドギア・トラップにかけるが、ホフマンは自らの片手を潰すことで顔面を負傷しながらも生還する（『ソウ6』）。そして報復としてジルが保護されていた警察署を襲撃する。多数の警官を殺害した上に、旧型ヘッドギア・トラップでジルを殺害した。
すべての証拠を隠滅して逃亡を図ろうとしたが、ジョンの遺言を受け取っていたローレンス・ゴードンと冒頭のゲームの生還者であるライアンとブラッドによって襲撃、拉致される。1作目のバスルームに1作目と同様に足枷をはめられ、脱出に必要な糸鋸はゴードンによって部屋の外へ放り出され、閉じ込められるという末路を辿った（『ソウ ザ・ファイナル3D』）。
ホフマンの名は『ソウ3』製作前に亡くなった製作者であるグレッグ・ホフマンを哀悼する意味で名付けられマークは製作のマーク・バーグから名付けられた。
なお、劇中でホフマンが武器としてナイフを多用するのは、演じたコスタスがケリー刑事役のディナ・メイヤーと共にスパイ役で主演した映画「サブマリン・アタック」のブリジット・バーコ演じる敵役シモーネ・シャリアが武器としてナイフを使用するためである。ちなみに、ホフマンとシモーネが使用するナイフの型は同じで『ソウ6』には「シモーネ」という人物も登場する。
演じるのはコスタス・マンディロア。日本語吹替えは仲野裕。

### ジル・タック
麻薬中毒・依存症患者の更正施設を経営。ジョンの元妻でありアマンダの主治医。登場は『ソウ3』から。ジョンと共に順風満帆な生活を送っていたがセシル・アダムスによって流産し、生活が一変する。
一連のジグソウ事件はジョンによるものだと当初から気づきながら黙っていた。ジョンの死後に遺言と遺品を受け取り、悩んだ末に『ソウ6』で彼の遺言に従ってマーク・ホフマンに対してゲームの仕上げを行う。ジルはあくまでホフマンの暴走を止めることをジョンに任されていただけであるため、ゲームを仕掛けたのはこの一回のみ。しかし、『ソウ ザ・ファイナル3D』にてゲームを無理やり突破したホフマンが逆上し、命を狙ってくる。FBIも殺人課も信用できず、彼と因縁がある内務調査課のマット・ギブソンにすべてを告白する。警察の保護下に置かれたがホフマンの罠によって捕まり、かつてアマンダが装着した旧型のヘッドギア・トラップによって頭部が破裂、無残に死亡する。
演じるのはベッツィ・ラッセル。日本語吹替えは土井美加。

### ローレンス・ゴードン
初作『ソウ』の主人公で、同作のゲームの被験者の1人。外科医師。『ソウ ザ・ファイナル3D』でゲームの生存者として再登場する。
『ソウ』において、バスルームに足枷で繋がれ、「制限時間内に同じく捕らわれた男・アダムを何らかの手段で殺せなければ、妻子は殺され自らも脱出できずに餓死する」というゲームにかけられた被験者。当然最初は躊躇していたが、家族の悲鳴を聞き続けたことで追い詰められ半狂乱となり、用意されていた糸鋸で自らの右足首を切断し足枷から逃れる。それでもアダムを殺さず、助けを呼ぶためにバスルームを脱出。その後の生死は不明だった（『ソウ』）。しかし、出血多量で気を失っているところをジョンに助けられて生還しており、さらにゲームの影の協力者であったことが『ソウ ザ・ファイナル3D』で判明する。その存在はアマンダとホフマンにも知らされていなかった。
元は冷然とした性格で、良くも悪くも医者としての診療行為を単なる仕事として割り切っており、特に患者と感情を通わせることもなく淡々と職務を行っていた。また、仕事を第一として家庭を蔑ろにし、不倫もしていた。ジョンは患者の1人で、彼の癌を発見し余命告知したのがゴードンだった。
命の重さや家族の大事さを知るためとしてゲームにかけられ、生還後はジョンの真意を理解し更生し、その後は進んでジョンを補佐する。ジョンを再生の恩人として尊敬し、ジョンもまた彼を元妻のジル以外で唯一信頼できる人物として接し、自分の死後にジルを通して渡したビデオで「ジルを見守ってほしい」と遺言を遺していた。登場こそしないが『ソウ2』の冒頭からゲームにも関与しており、『ソウ3』ではジョンに同僚のリン・デンロン医師を推薦する等、医学知識の助言やジョンでは実行できない手術等の医療技術を担当していた。
『ソウ ザ・ファイナル3D』ではジョンの生前からアマンダとホフマンを密かに監視していたことが明らかにされる。特にジョンの死後、ホフマンが跡を継ぐと脅迫めいた警告文を送りつけていた。彼が警察署を襲撃し、ジルを殺害したことでジョンの懸念が現実になったと確信する。ジルへの報復を終えて油断していたホフマンをライアンとブラッドの協力の元に襲撃し拉致、自身のゲームの現場であり、1作目の舞台であるバスルームに監禁する。そして脱出に必要な糸鋸などを一切与えずホフマンに「Game Over（ゲームオーバー）」と言い放ち、バスルームから立ち去った。
演じるのはケイリー・エルウィス。日本語吹き替えは大塚芳忠。

### ローガン・ネルソン
8作目『ジグソウ：ソウレガシー』に登場する検視官、次々に現れるジグソウの被害者と思われる死体を調査していたが後にハロラン刑事とともにゲームに参加させられ、死亡したかとおもいきや、生きておりハロランに10年前のゲーム参加者であることを自白。ジョンのミスでローガンは瀕死になっていたが、ジョンが助け、後に後継者となり、妻を殺した凶悪犯を見逃したハロランに今までの真相を語り、ハロランをトラップで殺害してその場を立ち去った。